# Herniosina bequaerti
Herniosina bequaerti är en tvåvingeart som först beskrevs av Villeneuve 1917.  Herniosina bequaerti ingår i släktet Herniosina, och familjen hoppflugor. Arten är reproducerande i Sverige.